# Gérald Lacoste
Pour les articles homonymes, voir Lacoste.
Gérald Lacoste est un homme d'affaires québécois qui a été président de la Bourse de Montréal. Il est né en 1942 à Montréal (Québec).
Il est 4e descendant en droite ligne de Sir Alexandre Lacoste, célèbre juriste québécois du XIXe siècle, qui était lui-même fils du patriote Louis Lacoste de Boucherville. Sa grand-tante Justine Lacoste-Beaubien fut la fondatrice de l'hôpital Sainte-Justine.